# Ерчи
Ерчи (мађ. Ercsi) град је у средишњој Мађарској. Ерчи је град у оквиру жупаније Фејер.
Град има 8.282 становника према подацима из 2008. године.

## Географија
Град Ерчи се налази у средишњем делу Мађарске. Од престонице Будимпеште град је удаљен око 40 километара јужно. Град се налази у средињшем делу Панонске низије, на десној обали Дунава. Надморска висина места је око 120 m.